# Лельчук, Семён Абрамович
Ши́мен Лельчу́к (Семён Абрамович Лельчук, идиш שמעון לעלטשוק‎ — Шимен Лельчук, бел. Ляльчук Сямён; 25 сентября 1918, Калинковичи, Минская губерния, Российская империя — июнь/июль 1941 года) — еврейский советский поэт, писал на идише.

## Биография
Шимен Лельчук родился в 1918 году в местечке Калинковичи Минской губернии (в настоящее время — Гомельская область). Его отец Абрам-Лейб Лельчук работал секретарём Калинковичского городского совета, потом главным бухгалтером школы животноводов. Окончил школу в 1935 году. Переехал в Минск, поступил на рабфак. Затем учился на отделении еврейского языка в Минском педагогическом институте, затем вынужденно переквалифицировался на русскую словесность. После получения диплома в 1939 году был призван в ряды Красной Армии и направлен в пехотное училище города Камышлова Свердловской области. В звании лейтенанта был назначен командиром взвода стрелкового полка, дислоцировавшегося в Риге.
Сочинять стихи начал в детстве, первые публикации состоялись в пионерских и комсомольских изданиях Белоруссии. В 1938 году всерьёз заявил о себе как о поэте, опубликовав в журнале «Штэрн» несколько стихов на идише. Другая публикация состоялась в газете «Октябэр». Ещё 8 стихотворений появились в сборнике «Лидэр-замлунг» (1940). Был принят в Союз Писателей Белоруссии.
Среди друзей Лельчука были известные еврейские поэты и писатели Белоруссии: Лев Талалай, Геннадий Шведик, Руве Рейзин, Пиня Плоткин.
Персонального поэтического сборника, о котором мечтал поэт, он выпустить не успел. В первые месяцы Великой Отечественной войны он погиб. Многие его произведения стали песнями, которые исполняли в том числе Михаил Александрович, Нехама Лифшикайте и Теодор Бикель.
После войны стихотворения Шимена Лельчука публиковались в сборниках «Мы их не забудем» (бел. «Мы iх не забузем», 1949), «Кровью сердца» (1967), «Лира» (1985), «Скрижали памяти» (бел. «Скрыжалi памяцi», 2005).

## Память
С 1985 по 1993 годы в школе № 150 города Минска был открыт музей, посвящённый белорусским писателям и поэтам, погибшим в годы Великой Отечественной войны. Один из стендов музея был посвящён Шимену Лельчуку. В настоящее время размещённые на нём материалы переданы в Белорусский Государственный Архив-музей литературы и искусства.
В Калиновичах на школе, где учился Лельчук, была установлена памятная доска, в настоящее время демонтированная.